# Altstadt von Rapperswil

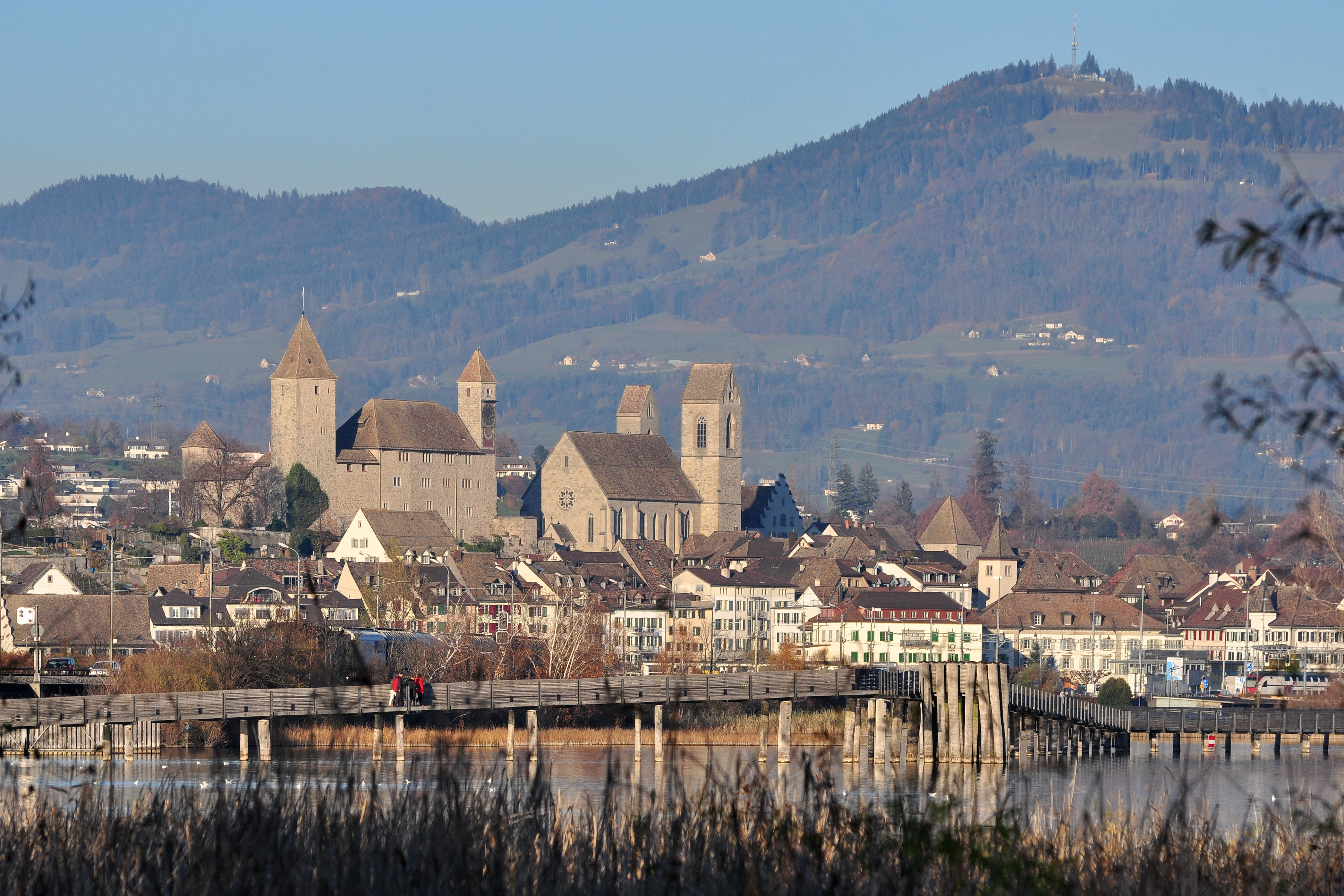
Ansicht von Hurden über die Fussgängerbrücke auf Rapperswil, im Hintergrund der Bachtel

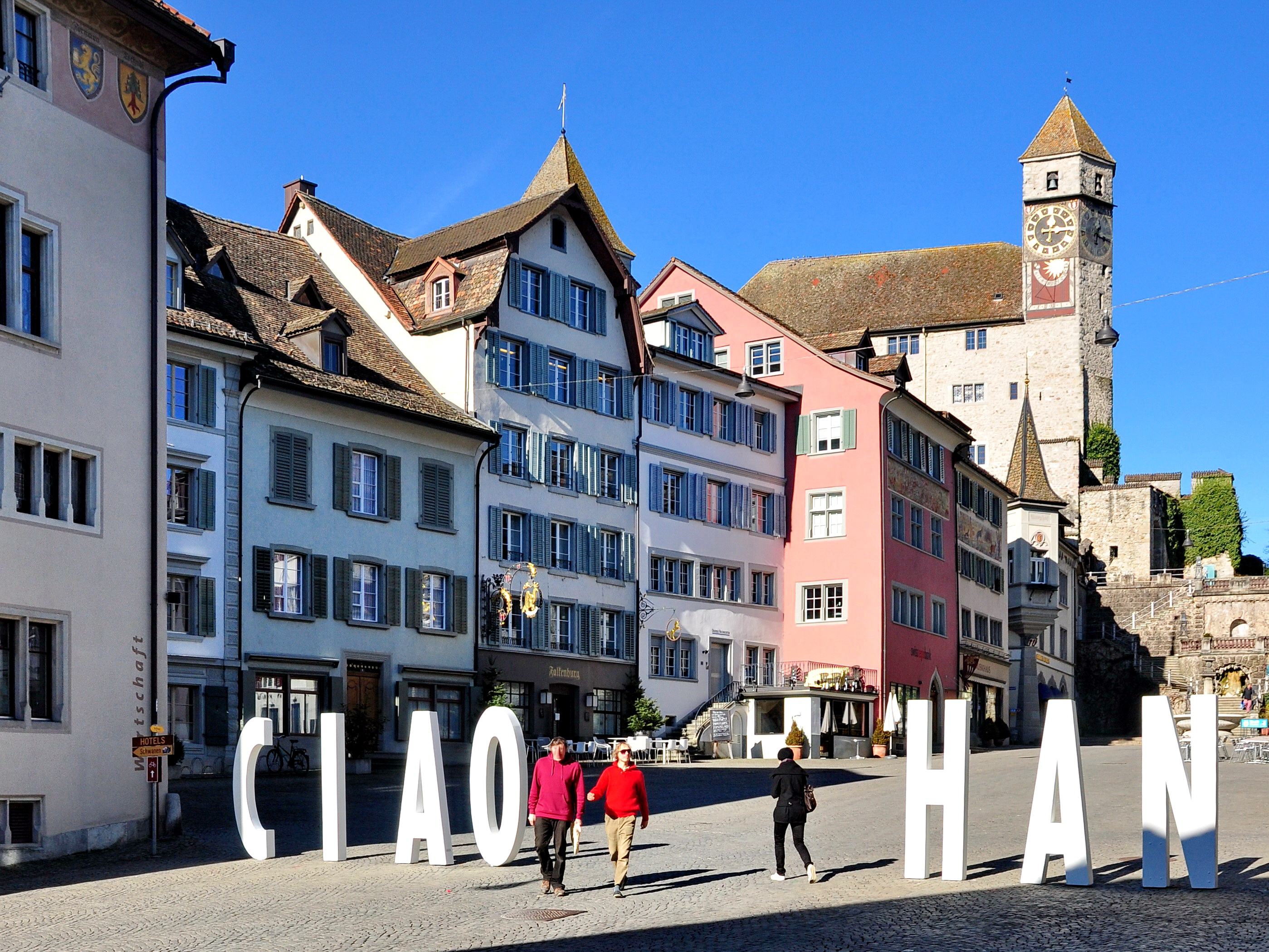
Hauptplatz

Die Altstadt von Rapperswil bildet den historischen Stadtkern von Rapperswil, einem Ortsteil der Schweizer Gemeinde Rapperswil-Jona im Kanton St. Gallen.

## Geografische Abgrenzung
Die Altstadt von Rapperswil umfasst den historischen Kern der bis 2006 eigenständigen Stadt Rapperswil, die bis 1835 von einer Stadtmauer umgeben war. Ihr Zentrum bildet der heutige Hauptplatz beim Rathaus mit im Wesentlichen sechs in östlicher und westlicher Richtung verlaufenden Gassen mit überwiegend spätmittelalterlichen Bauten und einer beträchtlichen Zahl von kleinen Geschäften und Gastbetrieben. Trotz einer Fläche von weniger als einem halben Quadratkilometer, nimmt sie einen Drittel der Fläche des Ortsteils Rapperswil mit rund 8000 Bewohnern ein.

## Geschichte

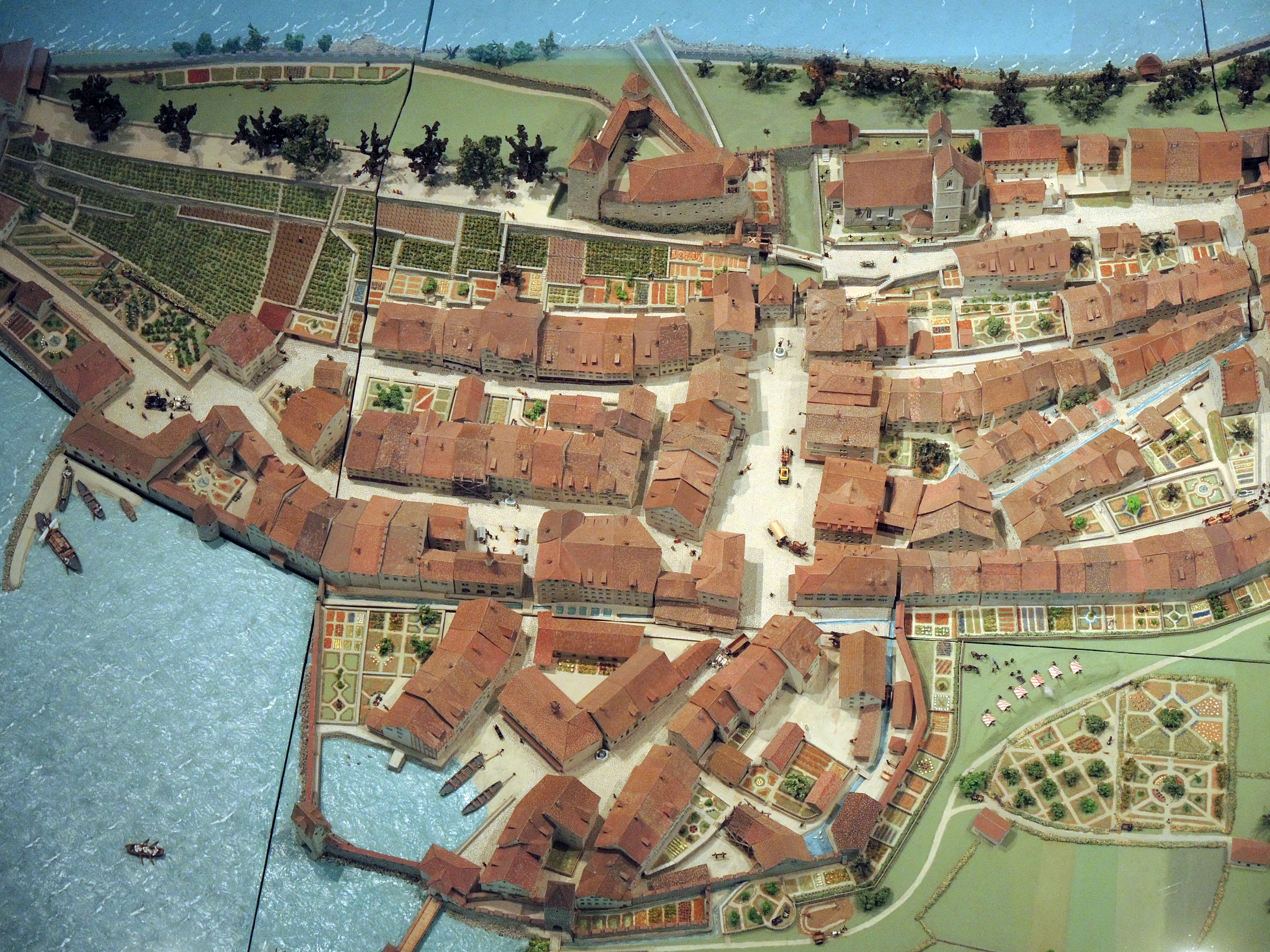
Stadtmodell im Stadtmuseum Rapperswil-Jona

Den vermutlich ältesten Kern der Altstadt bilden die Gebäude an der Hintergasse, der einstigen Burggasse mit den Wohnsitzen der Dienstleute der Grafen von Rapperswil, darunter das Bleulerhaus aus dem 13. Jahrhundert. Das Haus zum Alten Sternen am Engelplatz markiert das östliche Ende der Altstadt.
Der Fischmarktplatz, der Hafen und die Uferpromenade am Zürichsee mit Gasthöfen, Restaurants und Bars sind mit dem aufkommenden Tourismus entstanden. An der Stelle des heutigen Fischmarktplatzes befand sich bis 1837 der mittelalterliche befestigte innere Hafen, der zusammen mit dem überwiegenden Teil der Stadtbefestigung ab 1834 geschleift worden ist. Der Verkehr durch die Stadt Rapperswil verlief bis in die 1830er Jahre vom östlichen Halstor über den Hauptplatz durch die Fischmarktstrasse zum befestigten Tor am Fischmarkt. Das Südtor am heutigen Übergang vom Fischmarktplatz zur Seedammstrasse war bis 1859 (Eröffnung der Eisenbahn- und Strassenbrücke) die Hauptpassage zur Seebrücke Rapperswil–Hurden. 
Heute bilden das untere und das obere Curti-Haus das südwestliche Ende der Altstadt zu den erhaltenen seeseitigen Stadtbefestigungen beim Kapuzinerkloster am Endingerhorn, dem westlichen Ausläufer des Lindenhofhügels. 
Der Herrenberg bildet den nördlichen Abschluss der Altstadt und war das einstige Machtzentrum Rapperswils, mit dem Schloss auf einer felsigen weit in den Zürichsee reichenden markanten Hügelkette, dem Lindenhof beziehungsweise Schlosshügel. Von drei Seiten von Wasser umgeben, ist die Befestigungsanlage weithin mit ihren hohen Türmen sichtbar und dominiert zusammen mit dem wuchtigen Bau der Stadtpfarrkirche und dem Breny-Turm das Stadtbild der darunter liegenden Altstadt.

## Sehenswürdigkeiten
| KGS-Nr. | Foto |                 | Objekt | Kat. | Typ | Adresse           | Koordinaten     |
| ------- | ---- | --------------- | --- | ---- | --- | ----------------- | --------------- |
| 8233    | ja   | Datei hochladen | Das Rathaus am Hauptplatz wurde erstmals 1419 und 1433 als Ratsstube erwähnt. Der Bau soll auf einen Wachturm der ersten Stadtbefestigung zurückgehen, vermutlich auf die erste Hälfte des 13. Jahrhunderts. Das Gebäude in seiner heutigen Form wurde um 1470 erbaut, Umbauten erfolgten 1866 und 1895. Zum Gebäude gehören die Rathauswirtschaft, der Ratssaal und Teile des Stadtarchivs. Das spätgotische Portal zum Ratssaal ist aus einem einzigen Eichenstamm angefertigt. Sehenswert sind das Juliusbanner, der Gold- und Silberschatz, der runde Ratstisch (1618), die Gemälde der Rapperswiler Künstler Felix Maria Diogg und Johann Michael Hunger sowie die wertvollen Bestände an Glasmalerei. | A    | G   | Hauptplatz 1      | 704334 / 231510 |
| 8234    | ja   | Datei hochladen | Schloss Rapperswil | A    | S/G |                   | 704270 / 231621 |
|         | ja   | Datei hochladen | Alter Sternen (1568, 18. Jh.), Rapperswil | B    | G   | Engelplatz 2      | 704550 / 231740 |
|         | ja   | Datei hochladen | Bleulerhaus (1606), Rapperswil | B    | G   | Hintergasse 16    | 704246 / 231525 |
|         | ja   | Datei hochladen | Brenyhaus (15. Jh., Turm Anfang 13. Jh.), Rapperswil | B    | G   | Herrenberg 40     | 704440 / 231699 |
|         | ja   | Datei hochladen | Haus Schlossberg oder Oberes Curtihaus (16./17. Jh.), Rapperswil | B    | G   | Hintergasse 32    | 704176 / 231536 |
|         | ja   | Datei hochladen | Heilig Hüsli (16. Jh.) im See, Rapperswil | B    | G   | Holzsteg          | 704230 / 231090 |
|         | ja   | Datei hochladen | Kapuzinerkloster mit Mauerbering (17. Jh.), Rapperswil | B    | G   | Endingerstrasse 9 | 704050 / 231580 |
|         | ja   | Datei hochladen | Katholische Kirche St. Johannes (1883) mit Liebfrauenkapelle | B    | G   | Herrenberg        | 704350 / 231650 |
|         | ja   | Datei hochladen | Pfrundhäuser (16. Jh., 1681) | B    | G   | Herrenberg 51–57  | 704394 / 231647 |
|         | ja   | Datei hochladen | Stadtarchiv Rapperswil | B    | S   | Rathaus           | 704340 / 231519 |
|         | ja   | Datei hochladen | Stadtmuseum (früher: Heimatmuseum) | B    | S   | Herrenberg 40     | 704440 / 231699 |
|         | ja   | Datei hochladen | Unteres Curtihaus (1892, Wandmalereien) | B    | G   | Curtiplatz 1      | 704140 / 231520 |